# Робер Бресон
Робер Бресон (на френски: Robert Bresson) е френски кинорежисьор, известен със своя аскетичен стил.

## Биография
Роден е на 25 септември 1901 година в Бромон Ламот край Клермон Феран в семейството на Мари-Елизабет и Леон Бресон. Малко се знае за ранния му живот, като годината на раждането му е спорна. Според различните източници е 1901 или 1907 година. Завършва образованието си в Париж и се занимава с рисуване след това. Три фактора изглежда силно повлияват на филмите му по-късно – католизицизмът, изкуството и опитът му като военнопленник.
В 1934 година, още като фотограф, Бресон прави първия си късометражен филм Les affaires publiques (Обществени афери).
Умира на 18 декември 1999 година в Дру сюр Друет.

## Филмография
| Година | Филм                          | Оригинално заглавие                                            | Бележки   |
| ------ | ----------------------------- | -------------------------------------------------------------- | --------- |
| 1943   | Ангелите на греха             | Les anges du péché                                             |           |
| 1945   | Дамите на Бои де Булон        | Les dames du Bois de Boulogne                                  |           |
| 1951   | Дневникът на селския свещеник | Journal d'un curé de campagne                                  | сценарист |
| 1956   | Осъденият на смърт избяга     | Un condamné à mort s'est échappé ou Le vent souffle où il veut |           |
| 1959   | Джебчията                     | Pickpocket                                                     | сценарист |
| 1962   | Страстите на Жана Д`Арк       | Procès de Jeanne d'Arc                                         |           |
| 1966   | Наслука, Балтазар             | Au hasard Balthazar                                            | сценарист |
| 1966   | Мушет                         | Mouchette                                                      | сценарист |
| 1969   | Кротката                      | Une femme douce                                                |           |
| 1971   | Четири нощи на един мечтател  | Quatre nuits d'un rêveur                                       | сценарист |
| 1974   | Езерото на Ланселот           | Lancelot du Lac                                                |           |
| 1977   | Вероятно дявола               | Le diable probablement                                         |           |
| 1983   | Пари                          | L'argent                                                       |           |